# Mulatto
Mulatto hay dịch sang tiếng Việt là người lai da trắng và da đen là một thuật ngữ chỉ định người có nguồn gốc từ người châu Phi và châu Âu. Ban đầu thuật ngữ này cũng được áp dụng để chỉ định mestizo. Mulatos có thể trình bày các kiểu hình văn hóa và kiểu hình đa dạng nhất.

## Từ nguyên
Có hai lý thuyết về nguồn gốc của từ mulatto: tiếng Latin và tiếng Ả Rập. Theo người đầu tiên, thuật ngữ 'nước da ngâm mgâm' thông qua các tiền tố của con la (Mulus trong tiếng Latinh). Con la là con cháu của con ngựa lai với con lừa hoặc con lừa với con ngựa cái. Bằng cách tương tự, trong thế kỷ 16, nó đã có thể xuất hiện thuật ngữ "nước da ngâm mgâm" trong đó đề cập đến ý tưởng "lai" (hậu duệ của người da trắng và màu đen).
Giả thuyết thứ hai cho rằng thuật ngữ mulatto xuất phát từ mowallad Ả Rập ("một người sinh ra từ một người cha Ả Rập và một người mẹ ngoại quốc, hoặc một người cha nô lệ và một người mẹ tự do"). Nó cũng đề cập đến ý tưởng của một đứa trẻ được sinh ra từ cha mẹ của các dân tộc khác nhau.
Hầu hết các nhà từ nguyên học và từ điển học tin rằng từ "mulatto" xuất phát từ tiền tố mulus trong tiếng Latinh, nhưng lý thuyết cho rằng nó xuất phát từ thuật ngữ tiếng Ả Rập mowallad cũng có người bảo vệ, vì vậy không có sự đồng thuận về chủ đề này.

## Những người nổi tiếng loại mang chủng tộc này

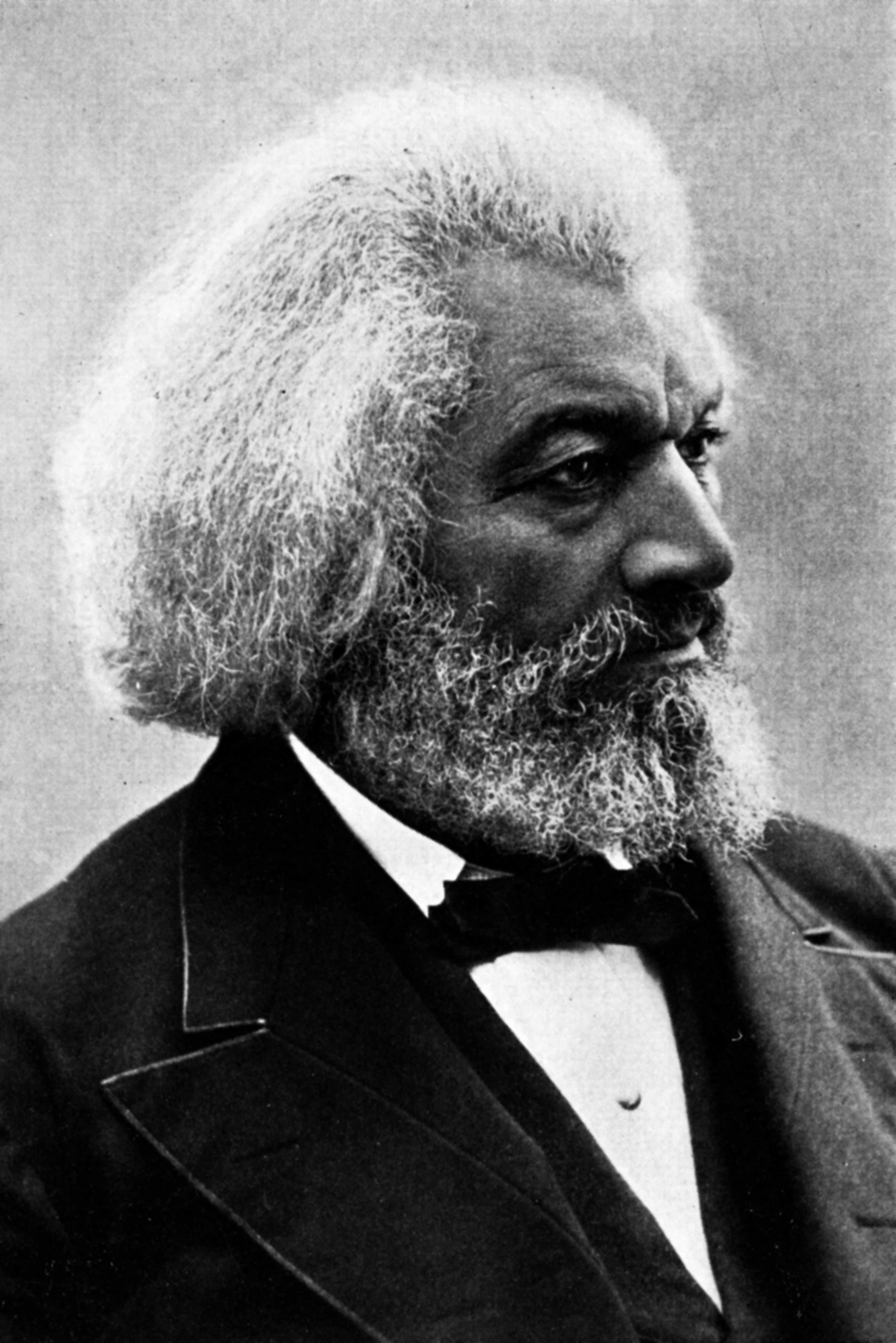
Frederick Douglass
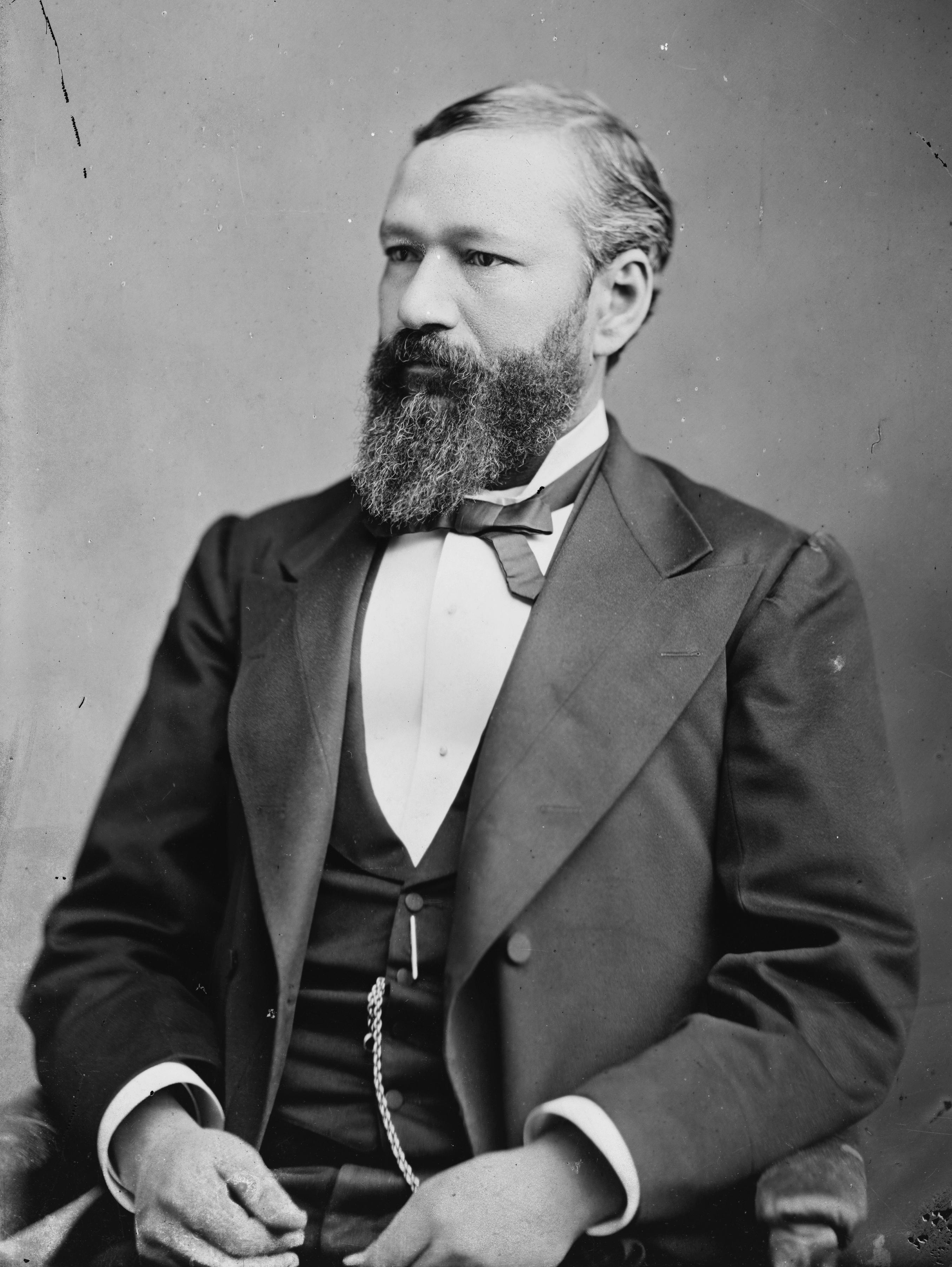
P. B. S. Pinchback
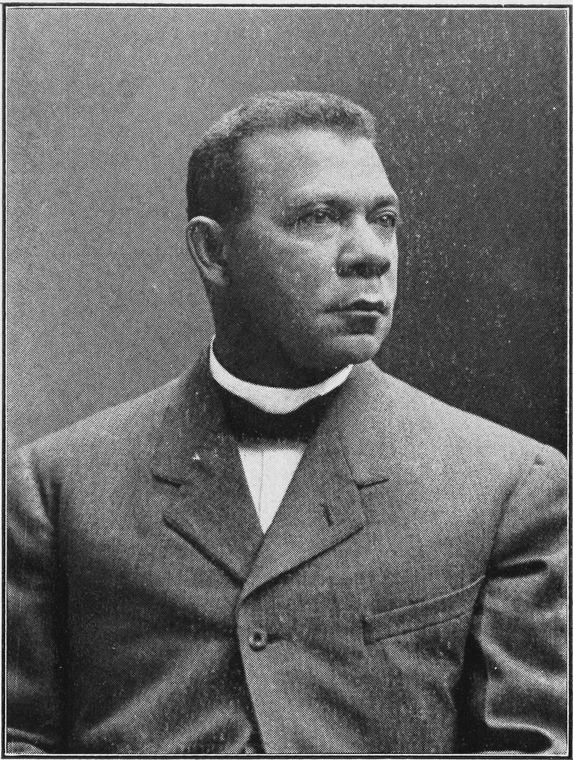
Booker T. Washington
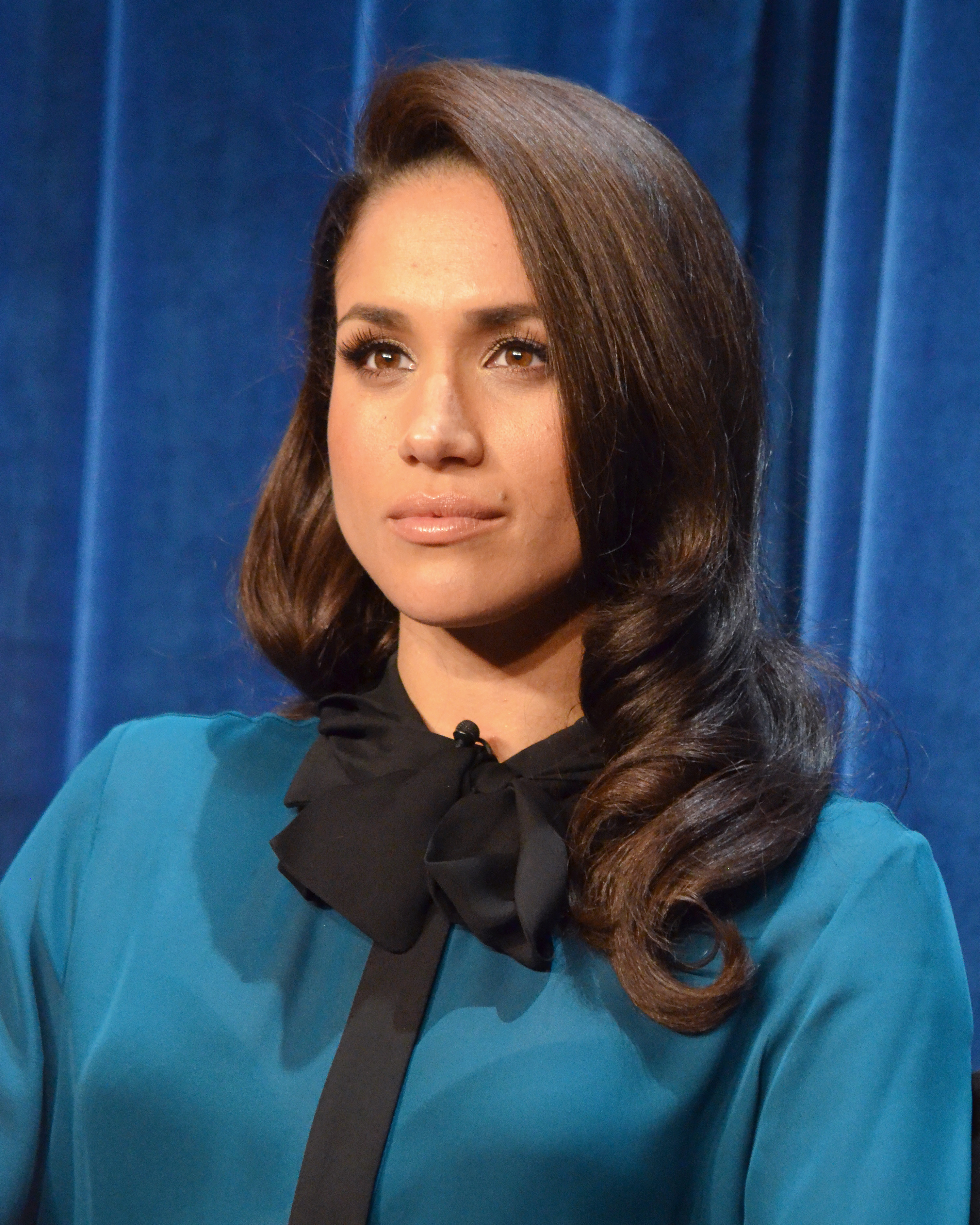
Meghan Markle
Barack Obama